# Chiesa di San Giovanni Battista (Badesi)
La chiesa di San Giovanni Battista (in lingua locale: Santu Ghjuanni di La Tozza) è una chiesa situata nella frazione di La Tozza, in territorio di Badesi, Sardegna settentrionale. Consacrata al culto cattolico, fa parte della parrocchia del Sacro Cuore, diocesi di Tempio-Ampurias .